# Andreas Weidenhaupt
Andreas Weidenhaupt, född den 13 augusti 1738, död den 26 april 1805 i Köpenhamn, var en dansk skulptör.
Weidenhaupt, som var elev till Petzold och Saly och vid konstakademien, vistades som dess stipendiat i Paris och Rom. Han återvände hem 1768 och blev 1770 medlem av akademien, 1771 professor i anatomi och 1773 i bildhuggarkonst. Bland hans arbeten kan nämnas Minos, en kolossal byst av Fredrik V, Ensamhet, Odlingsflit (en av statyerna på "Frihedsstøtten" på Vesterbro) samt gravmonument.